# Ragioni per continuare a vivere
Ragioni per continuare a vivere (Reasons to Stay Alive) è un'autobiografia dello scrittore inglese Matt Haig.

## Contenuto
L'opera affronta le crisi depressive e d'ansia sperimentate dall'autore all'età di ventiquattro anni. Descrive inizialmente l'intenzione suicidaria, per poi concentrarsi sul percorso di recupero, offrendo una panoramica degli stati d'animo associati a tale esperienza.

## Edizioni
- (EN) Matt Haig, Reasons to Stay Alive, Cannongate Books, 2015,  p. 264, ISBN 9781782115083, OCLC 905941575.

- Matt Haig, Ragioni per continuare a vivere, traduzione di Elisa Banfi, Ponte alle grazie, 2015,  p. 249, ISBN 8868334321, OCLC 935679156.

- (DE) Matt Haig, Ziemlich gute Gründe, am Leben zu bleiben, traduzione di Sophie Zeitz, dtv Verlagsgesellschaft, 2016,  p. 304, ISBN 9783423429139, OCLC 962303631.

- (FR) Matt Haig, Rester en vie, traduzione di Samuel Sfez, Philippe Rey, 2016,  p. 251, ISBN 2848765429, OCLC 965363026.